# سوزش سر دل
سوزش سر دل یا سوزش معده یا ترش‌کردن معده، حس سوزشی است که معمولاً پشت جناغ و گاهی تا گلو و گردن کشیده می‌شود و اغلب پس از خوردن غذا، به‌ویژه وعده‌های سنگین، یا هنگام دراز کشیدن یا خم شدن ایجاد می‌شود. این حالت معمولاً ناشی از بازگشت اسید معده به مری است و می‌تواند در اثر عواملی مانند اضافه‌وزن، خوردن غذاهای چرب یا تند، استرس، کم‌خوابی یا حساسیت بالای مری به درد بروز کند. گاهی سوزش سردل نشانهٔ بیماری بازگشت معده به مری است ولی می‌تواند به دلایل دیگر هم رخ دهد، از جمله زخم‌ها، التهاب‌ها، برخی داروها یا حتی مشکلات قلبی. برای تشخیص، گاهی فقط علائم کافی‌اند ولی در موارد مزمن یا مقاوم به درمان از روش‌هایی مثل آندوسکوپی، پایش پ‌هاش یا مانومتری استفاده می‌شود. درمان اولیه شامل تغییر سبک زندگی مانند کاهش وزن و پرهیز از غذاهای محرک است و در صورت نیاز، از داروهایی مانند ضداسیدها یا مهارکننده‌های ترشح اسید استفاده می‌شود. در موارد شدید و مقاوم، درمان‌های پیشرفته‌تر دارویی، روان‌درمانی یا حتی جراحی ممکن است لازم شود.

## توصیف
سوزش سردل احساس سوزشی است که پشت استخوان جناغ احساس می‌شود. این نشانه‌ای است که معمولاً با بازگشت اسید (ریفلاکس اسیدی) مرتبط است و اغلب با خوردن غذا تحریک می‌شود. دراز کشیدن، خم شدن، بلند کردن اجسام و انجام برخی ورزش‌ها می‌تواند سوزش سردل را تشدید کند. بیماری بازگشت معده به مری بیماری‌ای است که در آن بازگشت اسید باعث بروز نشانه‌ها یا آسیب به مری می‌شود. GERD شکلی مزمن از بازگشت اسید است. آسیب به پوشش داخلی مری، اسید صفراوی، تحریک مکانیکی مری و فرا‌حساسیت مری از دیگر علل آن هستند. سوزش سردل دست‌کم ماهی یک‌بار، حدود ۲۵٪ جمعیت را تحت تأثیر قرار می‌دهد.
برای ارزیابی سوزش سردل می‌توان از آندوسکوپی و پایش اسیدیته مری استفاده کرد. برخی از دلایل سوزش سردل، مانند GERD، ممکن است تنها بر پایهٔ نشانه‌ها تشخیص داده شوند. تشخیص‌های افتراقی ممکن برای سوزش سردل شامل اختلالات حرکتی، زخم‌ها، التهاب مری و عوارض دارویی است. تغییرات سبک زندگی مانند کاهش وزن و پرهیز از غذاهای چرب می‌توانند وضعیت را بهبود بخشند. داروهای بدون نسخه مانند آلژینات‌ها یا ضداسیدها می‌توانند در موارد خفیف یا گاه‌به‌گاه مفید باشند. درمان اصلی سوزش سردل معمولاً شامل داروهای ضدترشح مانند مهارکننده گیرنده H2 (H2RAs) و مهارکننده پمپ پروتون (PPIs) است.
بهبود سریع درد به دنبال مصرف آنتی‌اسید یا مصرف لیدوکائین می‌تواند به نفع تشخیص بازگشت اسید به مری باشد.

## تعریف و نشانه‌ها

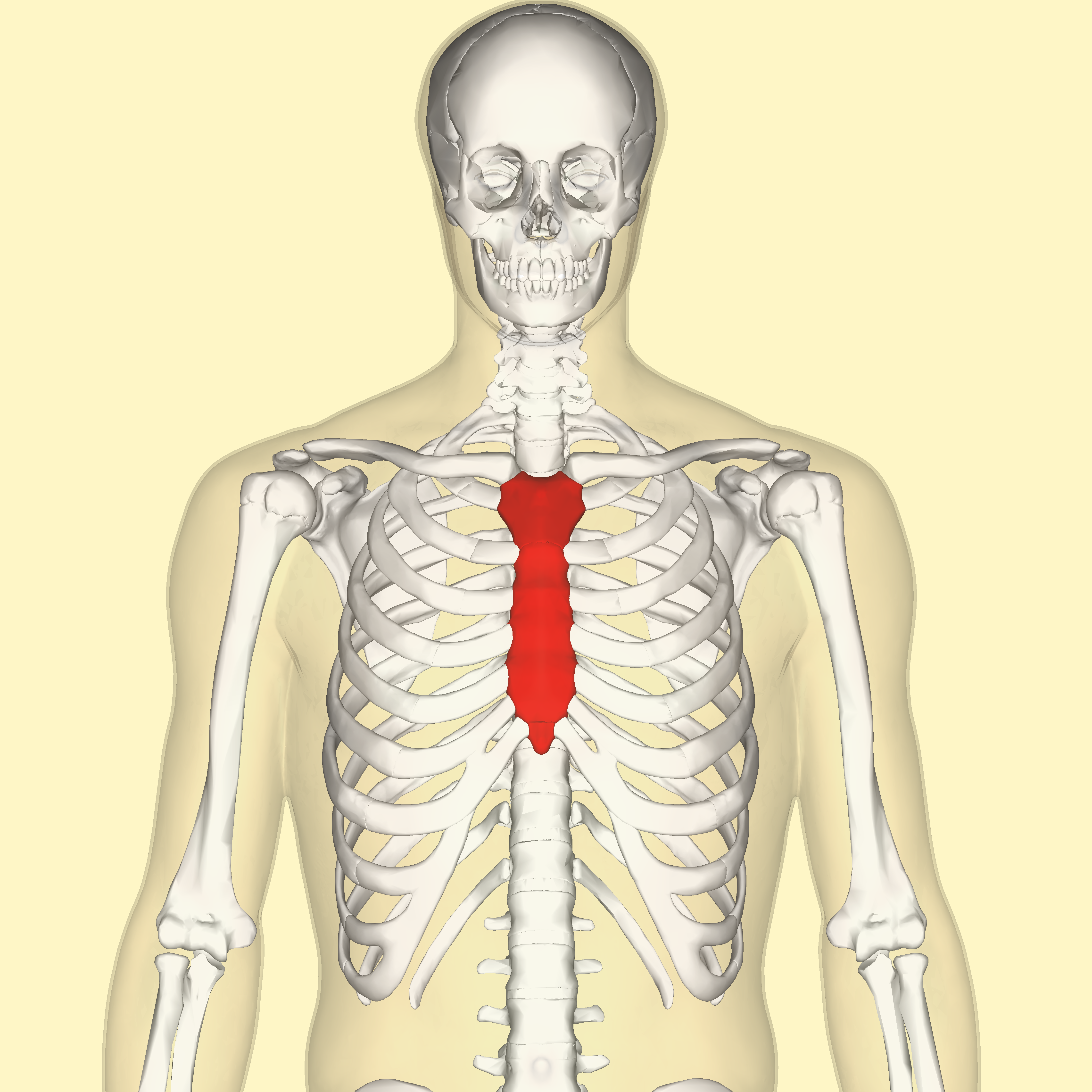
سوزش سردل پشت استخوان جناغ احساس می‌شود (قرمز).

سوزش سردل، احساس سوزشی است که پشت استخوان جناغ احساس می‌شود و به گلو بالا می‌رود و ممکن است با مزه‌ای اسیدی همراه باشد. این احساس معمولاً با بازگشت اسید یا برگشت محتویات معده همراه است. گاهی به آن سوءهاضمه، معده ترش، بازگشت اسید یا آروغ تلخ هم گفته می‌شود. اگر نشانه‌های خفیف دو بار یا بیشتر در هفته رخ دهند یا نشانه‌های متوسط تا شدید دست‌کم هفته‌ای یک‌بار ظاهر شوند، سوزش سردل آزاردهنده تلقی می‌شود.
این حس معمولاً به گردن، گلو یا پشت نیز سرایت می‌کند و اغلب با خوردن غذا تحریک می‌شود. معمولاً طی یک ساعت پس از صرف غذا، به‌ویژه وعده‌های سنگین، رخ می‌دهد. دراز کشیدن پس از غذا خوردن می‌تواند آن را بدتر کند. بعضی افراد می‌گویند وقتی به پهلوی راست دراز می‌کشند، نشانه‌ها شدیدتر می‌شود. سوزش سردل شبانه می‌تواند خواب را مختل و زندگی روزمره را تحت تأثیر قرار دهد. فعالیت‌هایی که فشار شکمی را افزایش می‌دهند، مانند خم شدن، بلند کردن اجسام سنگین یا برخی تمرین‌های ورزشی، می‌توانند نشانه‌ها را تحریک کنند. پژوهش‌ها نشان داده‌اند که فشار روانی و کم‌خوابی ممکن است با افزایش حساسیت بدن به نشانه‌ها، سوزش سردل را بدتر کند.
</ref>

## تشخیص افتراقی

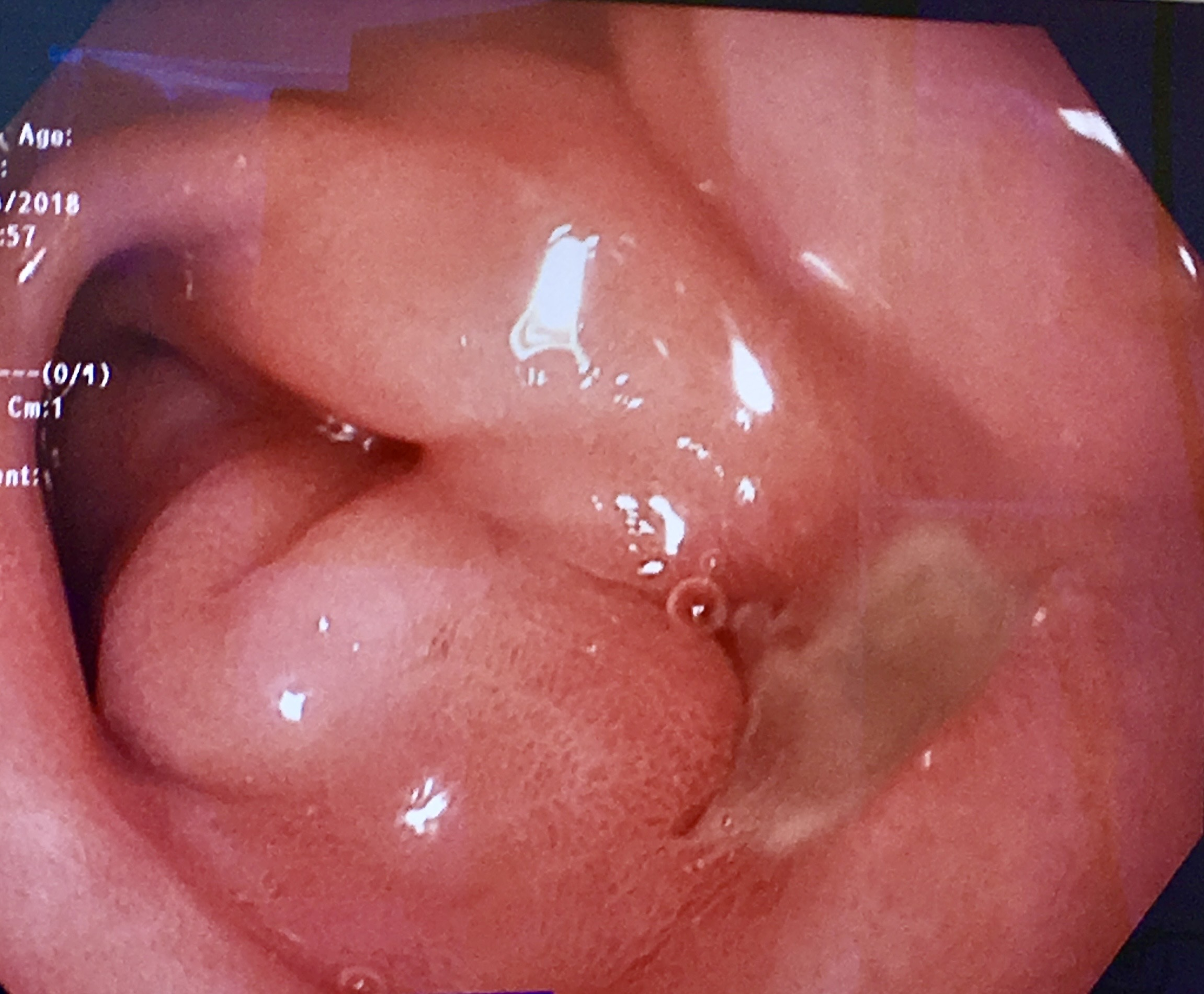
زخم گوارشی در ناحیه پیلور، یکی از تشخیص‌های افتراقی برای سوزش سردل

تشخیص افتراقی، فرایندی است که پزشکان برای تمایز دادن یک بیماری از دیگر بیماری‌های مشابه به کار می‌برند. در مورد سوزش سردل، این تشخیص‌ها شامل اختلالات حرکتی مانند آشالازی و تخلیه دیرهنگام معده (گاستروپارزی)، زخم‌های گوارشی، سوءهاضمه عملکردی، آنژین، ازوفاژیت ائوزینوفیلیک، بیماری سرخرگ کرونری، سوزش سردل عملکردی، اختلال در پریستالسیس، بازگشت اسید، التهاب مری (ازوفاژیت)، معده (گاستریت), لوزالمعده (پانکراتیت), کیسه صفرا (کوله‌سیستیت), و اثناعشر (دئودنیت), سرطان مری, دردهای ایسکمیک, فتق هیاتال, قولنج صفراوی, سرطان معده, سنگ صفرا, سرطان پانکراس, زخم دوازدهه، و آدنیت مزانتریک هستند.
همچنین برخی داروها می‌توانند موجب سوزش سردل شوند، از جمله داروهای ضدالتهاب غیراستروئیدی، کورتیکواستروئیدها، آنتی‌بیوتیک‌های تتراسایکلین، بیس‌فسفوناتها، مسدودکننده‌های کانال کلسیم، نیترات‌ها، داروهای ضدافسردگی سه‌حلقه‌ای و آنتی‌کولینرژیکها.

## آسیب‌شناسی
دلایل دقیق سوزش سردل به‌طور کامل مشخص نیست، اما احتمالاً عوامل مختلفی در آن نقش دارند، از جمله تحریک شیمیایی، فشار به مری و افزایش حساسیت به درد (هایپراِلژزی).
بازگشت اسید علت شایعی برای سوزش سردل است، اما تنها عامل آن نیست. پژوهشی در سال ۱۹۸۹ با دادن محلول‌های اسیدی و قلیایی به شرکت‌کنندگان نشان داد که محلول‌های اسیدی در همه آن‌ها سوزش سردل ایجاد کرد، در حالی‌که محلول‌های قلیایی نیز در بیش از ۴۰٪ افراد نشانه‌ها را برانگیختند. پایش pH مری نشان می‌دهد تنها درصد کمی از موارد بازگشت اسید باعث سوزش سردل می‌شوند.
پایانه‌های عصبی و کانال‌های یونی حساس به اسید که در لایه‌های عمقی مری قرار دارند، معمولاً توسط سدهای آناتومیکی محافظت می‌شوند. اما در GERD، یکی از نشانه‌های آغازین آسیب، گشاد شدن فضاهای بین‌سلولی در پوشش مری است. این گشادشدگی‌ها مانع حفاظتی را تضعیف می‌کنند و باعث نفوذ اسید و دیگر ترکیبات به بافت می‌شوند، که در نهایت گیرنده‌های درد را فعال می‌کند و حس سوزش را به مغز منتقل می‌سازد.
بر پایهٔ پایش هم‌زمان pH و امپدانس، بازگشت مری به سه دسته تقسیم می‌شود: اسیدی (pH کمتر از ۴)، ضعیفاً اسیدی (pH بین ۴ تا ۷)، و غیر‌اسیدی (pH بیشتر از ۷). در غیاب مهارکننده‌های پمپ پروتون، نشانه‌ها بیشتر با بازگشت اسید مرتبط‌اند، اما در حدود ۱۵٪ موارد، بازگشت ضعیفاً اسیدی عامل است. عواملی مانند شدت پایین pH، حجم بالای بازگشت، کندی پاک‌سازی اسید و رسیدن اسید به بخش‌های بالاتر مری، احتمال نشانه‌ها را افزایش می‌دهد. حتی با مصرف PPI نیز، بین ۱۷ تا ۳۷٪ موارد سوزش سردل با بازگشت غیر‌اسیدی (معمولاً ضعیفاً اسیدی) مرتبط‌اند.
اسید صفراوی نیز می‌تواند موجب سوزش شود، هرچند شدت آن کمتر از اسید معده است. مکانیسم احتمالی آن، آسیب به غشای سلولی و آزادسازی پیام‌رسان‌های درون‌سلولی است. بررسی‌های هم‌زمان بازگشت اسید و صفرا نشان می‌دهد که این دو اغلب هم‌زمان رخ می‌دهند.
تحریک مکانیکی نیز ممکن است در ایجاد سوزش نقش داشته باشد. اتساع بادکنکی مری، به‌ویژه در بخش فوقانی مری، می‌تواند نشانه‌ها را تحریک کند. احتمالاً به دلیل تراکم بیشتر گیرنده‌های حساس به فشار در این ناحیه است. همچنین تماس اسید با این ناحیه ممکن است گیرنده‌ها را حساس‌تر کند.
فرا‌حساسیت مری در سوزش سردل، به‌ویژه در افراد دارای GERD بدون بازگشت اسید بالا، نقش مهمی دارد. مطالعات اتساع مری نشان داده‌اند که این افراد به فشار مکانیکی نیز حساس‌ترند. این حالت احتمالاً ناشی از تغییر در پردازش مغزی (حساس‌سازی مرکزی) است نه خود گیرنده‌های مری. اضطراب و فشار روانی نیز می‌توانند درک سوزش را تشدید کنند، هم از طریق تأثیرات مغزی و هم شاید با تضعیف سد مخاطی مری (گشاد شدن فضاهای بین‌سلولی).

## شیوهٔ تشخیص
روش‌های بررسی برای ارزیابی سوزش سردل شامل آندوسکوپی و پایش اسیدیته مری هستند. تشخیص GERD معمولاً بر اساس وجود نشانه‌هایی مانند سوزش یا بازگشت محتویات معده صورت می‌گیرد. آندوسکوپی برای بیمارانی که به درمان پاسخ نمی‌دهند یا دارای نشانه‌های هشداردهنده‌اند به‌کار می‌رود، مانند: استفراغ مداوم، خونریزی گوارشی، کم‌خونی فقر آهن، کاهش وزن بی‌اختیار، دشواری یا درد در بلع (دیسفاژی، ادینوفاژی)، توده اپی‌گاستر، سابقهٔ خانوادگی سرطان مری یا معده، و شروع نشانه‌ها در افراد بالای ۵۰ سال.

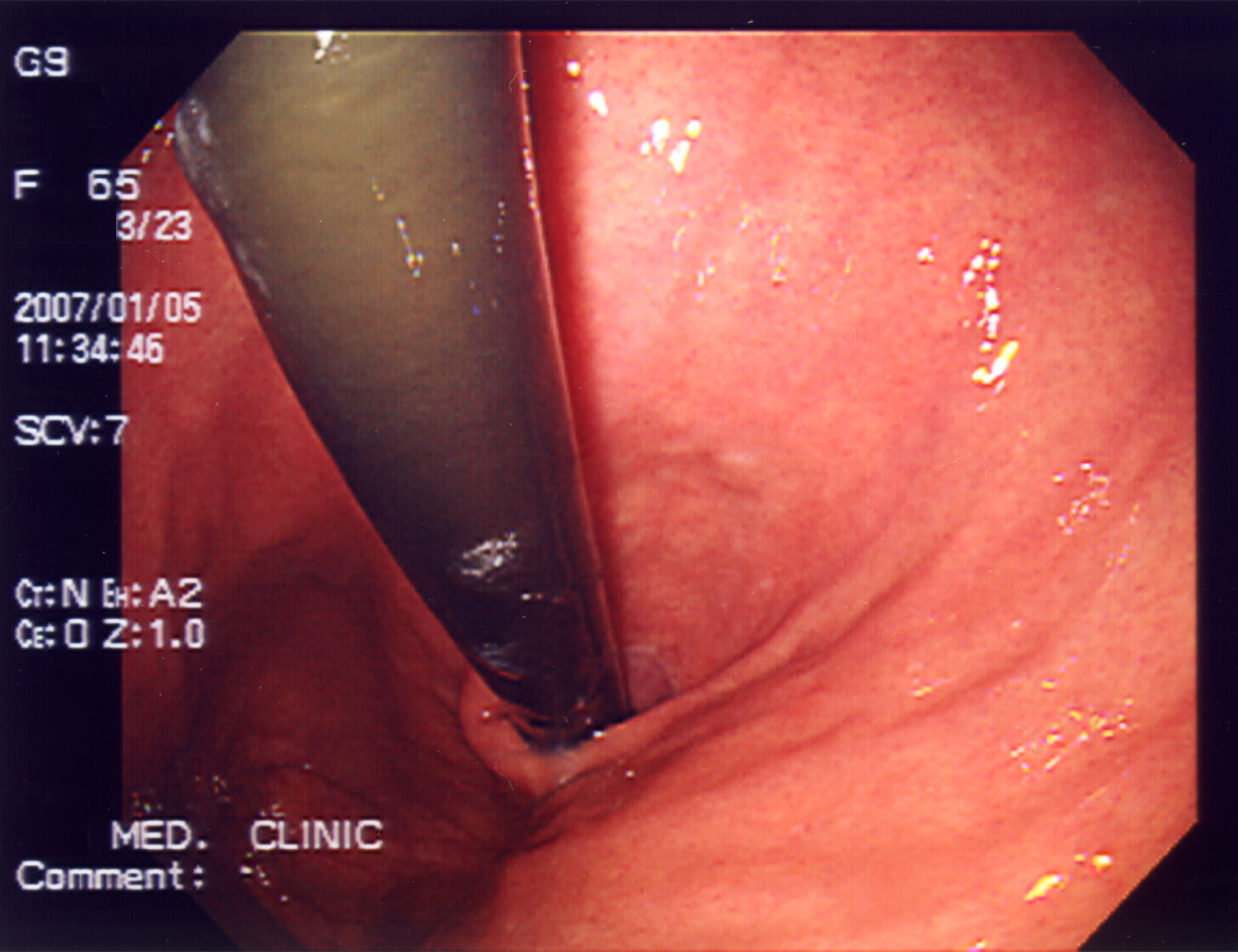
آندوسکوپی برای یافتن علت سوزش سردل کاربرد دارد.

 آندوسکوپی روشی است برای شناسایی ناهنجاری‌هایی در پوشش مری مانند ازوفاژیت فرساینده یا مری بارت. نمونه‌برداری در آندوسکوپی می‌تواند به بررسی شرایطی مانند ازوفاژیت ائوزینوفیلیک یا لنفوسیتی کمک کند. آزمایش pH مری به‌مدت ۲۴ ساعت یا بررسی امپدانس چندکاناله-پی‌اچ، در بیمارانی با سوزش مقاوم به درمان که آندوسکوپی انجام داده‌اند، انجام می‌شود. مانومتری با وضوح بالا (HREM) آزمون استاندارد برای تشخیص اختلالات حرکتی مری است. این آزمون به تشخیص مشکلات عمده حرکتی در بیمارانی با سوزش مداوم ولی آندوسکوپی و پایش pH طبیعی کمک می‌کند. اختلالات حرکتی شامل آشالازی، انسداد خروجی محل اتصال مری به معده، اسپاسم منتشر مری، مری پتکی و فقدان انقباض است. HREM می‌تواند GERD را از شرایطی مانند سندرم نشخوار و آروغ فرا‌معدی افتراق دهد. در برخی موارد از اسکن تأخیر تخلیه معده نیز برای تشخیص گاستروپارزی استفاده می‌شود.
سوزش سردل عملکردی حالتی است با احساس سوزش پشت جناغ که مانند GERD به نظر می‌رسد، اما بدون نشانه‌های بازگشت اسید، اختلالات حرکتی مری یا آسیب به مخاط در آزمون‌هایی مانند پایش ریفلاکس، مانومتری یا آندوسکوپی. برای تشخیص سوزش عملکردی، معیارهای رم باید برقرار باشد: ۱. احساس سوزش یا درد پشت جناغ
۲. تداوم نشانه‌ها با وجود درمان سرکوب اسید
۳. نبود نشانه‌های GERD یا ازوفاژیت ائوزینوفیلیک
۴. نبود اختلالات حرکتی عمدهٔ مری
برای دریافت این تشخیص، فرد باید در سه ماه گذشته همهٔ این معیارها را داشته باشد، با نشانه‌هایی که دست‌کم دوبار در هفته رخ می‌دهند و آغازشان دست‌کم شش ماه پیش بوده باشد.

## درمان
درمان سوزش سردل به‌شکل مرحله‌ای انجام می‌شود و بسته به شدت و فراوانی نشانه‌ها، شامل تغییر سبک زندگی، داروهای بدون نسخه، داروهای تجویزی و در موارد نادر، مداخلات جراحی است.
تغییرات سبک زندگی نخستین خط درمان هستند، به‌ویژه برای موارد خفیف یا گهگاه. این تغییرات شامل موارد زیرند:
کاهش وزن در صورت اضافه‌وزن یا چاقی؛
پرهیز از غذاهای چرب، تند، اسیدی یا تحریک‌کننده مانند شکلات، قهوه، الکل، نعناع و نوشابه‌های گازدار؛
اجتناب از دراز کشیدن ظرف دو تا سه ساعت پس از غذا خوردن؛
بالا بردن سر تخت هنگام خواب (نه فقط استفاده از بالش بیشتر) برای کاهش بازگشت اسید شبانه؛
پرهیز از پوشیدن لباس‌های تنگ در ناحیه شکم؛
ترک سیگار و کاهش استرس، که می‌تواند شدت نشانه‌ها را کاهش دهد.

داروهای بدون نسخه مانند ضداسیدها (مثل هیدروکسید آلومینیوم یا منیزیم)، آلژینات‌ها و داروهای کاهندهٔ ترشح اسید (مانند رانیتیدین یا فاموتیدین که آنتاگونیست گیرنده H2 هستند) برای نشانه‌های خفیف یا گهگاهی مناسب‌اند. این داروها اثر سریع دارند ولی مدت تأثیرشان کوتاه است.
مهارکننده‌های پمپ پروتون (PPIs) مانند امپرازول، اسموپرازول، لانسوپرازول و دیگر داروهای این گروه، قوی‌ترین داروها برای سرکوب ترشح اسید هستند و معمولاً برای نشانه‌های مداوم یا شدید به‌کار می‌روند. این داروها باید پیش از غذا مصرف شوند و اغلب نیاز به مصرف روزانه در یک بازهٔ چند هفته‌ای دارند. در صورت پاسخ مثبت، درمان ممکن است ادامه یابد یا به‌تدریج کاهش یابد.
در افرادی که با وجود مصرف PPI نشانه‌ها همچنان ادامه دارد (اصطلاحاً «سوزش سردل مقاوم به درمان»)، باید بررسی‌هایی مانند مانومتری مری، پایش pH و آندوسکوپی انجام شوند تا احتمال تشخیص‌های دیگر مانند سوزش سردل عملکردی، بازگشت صفرا یا اختلالات حرکتی بررسی گردد.
درمان‌های جایگزین یا کمکی در موارد خاص عبارت‌اند از:
باکلوفن، دارویی که با کاهش دفعات باز شدن اسفنکتر تحتانی مری، می‌تواند بازگشت اسید را کاهش دهد؛
داروهای ضدافسردگی سه‌حلقه‌ای یا مهارکننده بازجذب سروتونین-نوراپی‌نفرین‌ها در مواردی که حساسیت مری بالا باشد و منشأ نشانه‌ها عصبی یا مرکزی باشد؛
درمان روان‌شناختی، مانند رفتاردرمانی شناختی (CBT) برای بیماران با اضطراب یا اختلالات روان‌تنی همراه.

درمان‌های جراحی به‌ندرت و تنها در موارد خاص مانند GERD مقاوم به درمان دارویی یا وجود عوارضی مانند مری بارت انجام می‌شوند. رایج‌ترین عمل جراحی، فوندوپلیکاسیون نیسن است که در آن بخشی از معده به دور بخش پایینی مری پیچیده می‌شود تا مانع بازگشت اسید گردد.
درمان‌های اندوسکوپیک نیز در حال بررسی‌اند، اما هنوز جایگزین درمان‌های استاندارد نشده‌اند.